# 26386 Adelinacozma
26386 Adelinacozma è un asteroide della fascia principale. Scoperto nel 1999, presenta un'orbita caratterizzata da un semiasse maggiore pari a 2,2017276 UA e da un'eccentricità di 0,1567108, inclinata di 5,70999° rispetto all'eclittica.